# Herbert Steffny
Herbert Steffny (ur. 5 września 1953 w Trewirze) – niemiecki lekkoatleta specjalizujący się w biegach długodystansowych oraz maratońskich; sukcesy odnosił również w biegach przełajowych. W czasie swojej kariery reprezentował również Republikę Federalną Niemiec.

## Sukcesy sportowe
- brązowy medalista mistrzostw Europy (Stuttgart 1986) w biegu maratońskim (z czasem 2.11.30, za Gelindo Bordinim i Orlando Pizzolato)[1]
- dwukrotny medalista mistrzostw RFN w biegu na 10 000 metrów – złoty (1987), brązowy (1988)[2]
- dwukrotny medalista mistrzostw RFN w biegu maratońskim – złoty (1985), srebrny (1984)[3]
- trzykrotny mistrz RFN w biegu 25 kilometrów (1984, 1985, 1988)[4]
- mistrz RFN w biegu przełajowym na długim dystansie (1989)[4]
- trzykrotny zwycięzca maratonów frankfurdzkich (1985, 1989, 1991)[5]
- zwycięzca maratonów monachijskiego (1989)[6]

## Rekordy życiowe
- bieg na 5000 metrów – 13:46,74 – Koblencja 21/05/1986
- bieg na 10 000 metrów – 28:31,33 – La Coruña 01/07/1987
- bieg maratoński – 2:11:17 – Chicago 26/10/1986